# گلدن ساوت (۱۸۵۲)
گلدن ساوت (۱۸۵۲) (به انگلیسی: Golden South (1852)) یک کشتی است که طول آن ۱۸۳٫۹ فوت (۵۶٫۱ متر) می‌باشد. این کشتی در سال ۱۸۵۲ ساخته شد.